# دمسيسة مجدلية
دمسيسة مجدلية (الاسم العلمي: Ambrosia magdalenae) هي نوع من النباتات تتبع جنس الدمسيسة من الفصيلة النجمية.